# 愛が死ぬのは君のせい
『愛が死ぬのは君のせい』（あいがしぬのはきみのせい）は、桃森ミヨシ×鉄骨サロによる日本の漫画作品。『マーガレット』（集英社）2018年5号から2019年24号まで連載された。
『マーガレット』2019年13号（6月5日発売）から2019年18号（8月20日発売）まで、桃森ミヨシが腱鞘炎のため休載した。

## ストーリー

### 大筋
幼い幼馴染の男女2人の間に、突然やってきて恐ろしい記憶を残した地球外生命体。恐怖だったその体験ごとすべて忘れてしまった女の子の心を守るために、男の子は沈黙を通し好きな心を押し隠して疎遠になる。それから6年後、再びその地球外生命体と、別の地球外生命体の2体がやってきて、幼馴染の2人の間の「愛」をめぐり命をかけたやりとりが始まる。

### はじまり
幼いころ、幼馴染の一墨に告白したがその答えをなぜか覚えていない愛生。6年後高校生になり、気持ちに決着をつけるため思い出の秘密基地に一墨を呼び出すが、そこで蘇った小さいころの記憶は「愛生の体をのっとろうとして失敗した謎の生命体」の事だった。6年後の今ふたたび同じ生命体が愛生に侵入しようとするが、一墨が庇いかわりに体をのっとられてしまう…。

## 登場人物
間 愛生（はざま あおい）
高校1年。明るく行動的。ツンツンしたくせ毛の黒髪。幼いころ、地球外生命体が右腕だけに入り一部を残留させた影響で右腕だけが非常に強い。今自分にできることがあるなら、それが生死に関わることでもやろうとする一途さと危うさがある。子供のころから一墨が好き。
逢沢 一墨（あいざわ いすみ）
高校1年。愛生の幼馴染で隣に住んでいる。小さいころの恐ろしい記憶をたった一人で抱え、誰にも言わず愛生を守ってきた。再婚した母親と折りが悪かったが、隣に引っ越してきた愛生によって人付き合いやものの見方が変わった。
ワルツ
地球外生命体。元は自我を持つエネルギー体で体がない。名前はなかったが、愛生が言った「割ってくるヤツ」の略称を気に入り自らワルツとした。
雪平 然（ゆきひら ぜん）
高校1年で別クラス。小さいころにUFOを見た経験を持ち、周囲に言いまくったが誰にも信じてもらえなかった。愛生の事情を知り、一墨の体を取り返すことに協力している。白い人とコンタクトを重ねる。
白い人（しろいひと）
地球外生命体。ワルツと同じところに生息していたが別の種の生命体。元は鉱物、結晶体のようなもので構成されている。名前はないので人間から「白い人」「白いにーちゃん」などと呼ばれている。
津村 心音（つむら ここね）
高校1年で別クラス。一墨が好きで告白したが断られる。諦めきれず再度告白した時、一墨の中から愛生への「愛」が消えていたため、お試しで付き合うことになる。
えっちゃん
高校1年。愛生の友達でクラスメイト。さっぱりした性格。
マサキ
一墨の友達。一墨が心音とつきあうきっかけを与えた。
間 勇希（はざま ゆうき）
愛生の弟。

## 書誌情報
- 桃森ミヨシ×鉄骨サロ 『愛が死ぬのは君のせい』 集英社 〈マーガレットコミックス〉、全6巻
  1. 2018年5月25日発売[4][5]、『マーガレット』2018年5号[1] - 9号、ISBN 978-4-08-844049-1
    - 桃森×鉄骨おまけマンガ（描きおろし）

  2. 2018年8月24日発売[6]、『マーガレット』2018年11号 - 16号、ISBN 978-4-08-844083-5
    - 桃森×鉄骨おまけマンガ（描きおろし）

  3. 2018年11月22日発売[7]、『マーガレット』2018年18号 - 23号、ISBN 978-4-08-844121-4
    - 桃森×鉄骨おまけマンガ（描きおろし）

  4. 2019年3月25日発売[8]、『マーガレット』2019年1号 - 6号、ISBN 978-4-08-844181-8
    - 桃森×鉄骨おまけマンガ 旅行編（描きおろし）

  5. 2019年12月25日発売[9]、『マーガレット』2019年8号 - 12号、19号、ISBN 978-4-08-844210-5
  6. 2020年1月24日発売[10]、『マーガレット』2019年20号 - 24号[2]、ISBN 978-4-08-844290-7